# Sultanat de Kazak
El sultanat de Kazak (a vegades escrit Kazakh o Khazakh) o Gazak/Gazakh (en àzeri Qazax) fou un petit estat de Pèrsia a la frontera amb Geòrgia, situat al nord-est del llac Sevan a l'antiga regió de l'Artsakh, al nord-oest del sultanat de Shamshadil, al sud-est del sultanat de Borchali i al sud de la comunitat de Jar-Balakan. El títol de sultà era un grau mitja entre el més alt de kan i el inferior de beg que portaven els caps militars i governadors locals.
Al final del segle xviii els sultans depenien del regne de Kakhètia tot i els esforços del kan de Gandja; el 1783, després del tractat entre Rússia i Kartli-Kakhètia, Erekle o Irakli II va donar una llista al tsar de Rússia sobre els dominis existents a Geòrgia i àrees adjacents amb el seu escut i citava com a propis Erevan, Gandja, Atabashi, Kazak (Gazak, avui Qazax), Borchali, Shamshadil, Xirvan i Shakon. L'escut de Gazak era una ma amb una llança. La capital era l'actual ciutat de Qazax. Tenia al nord terres de la comunitat de Jar-Balakan i de Kartli-Kakhètia, a l'oest el sultanat de Borchali, a l'est el sultanat de Shamshadil i al sud el Kanat d'Erevan.
El 1747 a la mort de Nadir Xah algunes tribus turcmans es van fer independents i es van formar diversos kanats i sultanats entre els quals el sultanats de Gazak, Borchali, Shamshadil i la comunitat de Jar-Balakan. El 1752 Gazak va passar per un temps al Kanat de Shaki sota Haji Chalabi Kahn (1743-1755), no se sap fins a quan, probablement fins a la seva mort, però en tot cas 20 anys després ja no li pertanyia i consta com a dependència de Kartli-Kakhètia. Abans de l'annexió per Rússia, Gazak i Shamshadil s'haurien unit per formar el kanat de Gazak. El sultanat de Gazak (Kazak o avui dia Qazax) junt amb altres dependències de Geòrgia, fou incorporat pels russos el 12 de setembre de 1801 per una declaració del tsar, i annexionat com a part de Geòrgia. La detenció dels seu sultà i el de Shamshadil va provocar fortes protestes. El sultanat fou abolit formalment el 1819.
Les deportacions en massa d'armenis entre 1826 i 1830 van provocar l'armenització de Borchali i Gazak. La composició ètnica anterior era a favor dels àzeris i Borchali va formar un "districte tàtar" com altres territoris musulmans. Gazak i Shamshadil també van formar districtes dins la província de Geòrgia. Gazak i Shamshadil es van revoltar contra Rússia el 1844-1845, sense èxit i el 1846 foren incloses en la nova província de Tiflis però el 1867 es va canviar a la província d'Elizavetpol.